# دخل ثابت

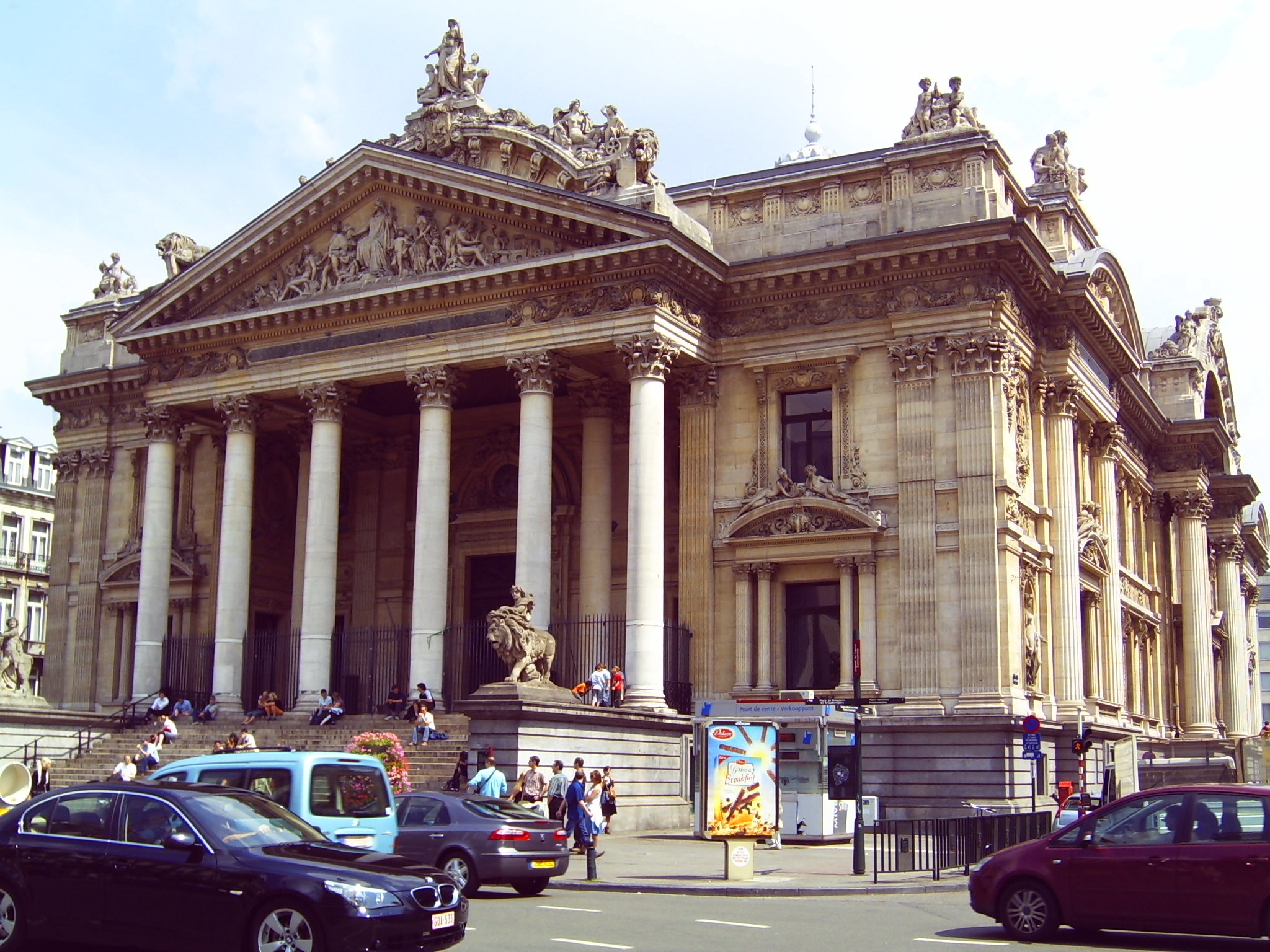

الدخل الثابت يشير إلى أي نوع من أنواع الاستثمار الذي يُلزم المُقترض (المدين) أو المُصدر (الدائن) لدفع دفعات مؤلفة من مبالغ ثابتة ووفق جدول زمني ثابت. على سبيل المثال، بقوم المدين (المقترض) بدفع فائدة وفق معدل فائدة ثابت كل سنة وسداد أصل المبلغ في تاريخ الاستحقاق. يكمن الفرق بين الأوراق المالية ذات الدخل الثابت عن الأوراق المالية -التي تتم الإشارة إليها باسم الأسهم – بأن الأخير لا يخلق التزام بدفع أي أرباح أو أي شكل آخر من أشكال الدخل.
لكي تستطيع أي شركة زيادة وإنماء أعمالها، يجب عليها جمع المال (توفير التمويل اللازم) مثل تمويل الاستحواذ لشراء معدات أو أراضي، أو الاستثمار في تطوير منتج جديد. إن الشروط التي سيُمول بها المستثمرون شركتهم ستعتمد على ملف خطر الشركة. يمكن للشركة أن تتخلى عن الأسهم العادية بإصدار أسهم أو بإمكانها الوعد بسداد الفائدة بشكل دفعات منتظمة وإعادة أصل مبلغ القرض (سندات أو قروض من المصارف). الأوراق المالية ذات الدخل الثابت (سندات) يمكن أن تتم المتاجرة بها أو تبادلها بشكل مختلف عن الأسهم. إن الكثير من الأوراق المالية ذات الدخل المحدود يمكن المتاجرة بها من دون الاعتماد على مكان ثابت كمبدأ أساسي للتبادل في حين الأسهم مثل الأسهم العادية يمكن مبادلتها في سوق الاوراق المالية أو أي أماكن تجارية تم إنشاؤها لهذا الغرض.
إن مصطلح «ثابت» في «الدخل الثابت» يشير إلى كل من الجدول الزمني للدفعات الثابتة والمبلغ. الأوراق المالية ذات الدفعات الثابتة يمكن أن تتميز عن السندات المعتمدة على معدل التضخم وعن الأوراق ذات معدل فائدة متغير وما شابه ذلك. إذا خسر المُصدر دفعة من الأوراق المالية ذات الدخل الثابت فإنه سيكون في حالة من العجز المالي واعتمادا على القوانين ذات العلاقة وعلى بنية الأسهم يمكن للمدفوع لهم أن يقودوا المصدر إلى الإفلاس. في المقابل إذا تجنبت الشركة توزيع أرباح ربع سنوية على المساهمين العاديين (لا يأخذون دخل ثابت) فإن ذلك لا يعتبر انتهاك لأي اتفاقية دفع ولا يعتبر اخفاق مالي.
إن مصطلح الدخل الثابت ينطبق أيضاً على دخل الشخص الذي لا يتغير ماديا خلال فترة من الزمن. هذا الدخل يمكن أن يكون مستمد من الاستثمارات في الدخل الثابت مثل السندات والأسهم الممتازة أو معاشات التقاعد التي تضمن دخلاً ثابت. عندما يعتمد المتقاعدين أو المستقيلين على معاشاتهم التقاعدية كمصدر رئيسي للدخل فإن مصطلح الدخل الثابت يمكن أن يحمل ضمنينا أن اصحابه يملكون دخل تقديري محدود نسبيا أو لهم حرية مالية محدودة للقيام بنفقات كبيرة أو نفقات محدودة.

## أنواع المقترضين
تصدر الحكومات سندات حكومية من خلال عملتها المحلية وسندات مستقلة من خلال العملة الاجنبية. تصدر الدولة والحكومات المحلية سندات تدعى سندات بلدية لتمويل المشاريع أو مبادرات إنفاق أساسية أخرى. تدعى الديون المُصدرة من خلال وكالات مدعومة من الحكومة ب سندات الوكالة. الشركات يمكن أن تصدر سندات تدعى بسندات الشركات أو ان تحصل على تمويل من خلال البنوك أو قروض الشركات. إن الاسهم الممتازة تتشارك مع السندات ذات الفائدة الثابتة ببعض خصائصها. يمكن تنظيم الإقراض المصرفي المورق (مثل ديون بطاقات الائتمان وقروض السيارات والرهون العقارية) إلى أنواع أخرى من المنتجات ذات الدخل الثابت على سبيل المثال الاوراق المالية المدعومة بالاصول والتي يمكن مبادلتها في سوق الاوراق المالية كمبادلة سندات الشركات والسندات الحكومية.

## مصطلحات
بعض المصطلحات التي تستخدم في هذه الاستثمارات هي كالتالي:
- المُصدر هو كيان (شركة أو حكومة) يقترض المال من خلال سندات مُصدرة ولذلك يدفع فائدة ويعيد رأس المال (المبلغ المقترض) في وقت الاستحقاق.
- أساس السند  ويعرف أيضا ب القيمة عند تاريخ الاستحقاق أو القيمة الاسمية. والقيمة الاسمية هي المبلغ الذي يقترضه المُصدر والذي يجب ان يعيده للمقرض. الكوبون هو الفائدة السنوية التي يتحتم على المُصدر دفعها ويُعبَّر عنه بنسبة مئوية من اساس السند.
- الاستحقاق  هو نهاية السند وهو التاريخ الذي يجب فيه على مُصدر السند إعادة اساس السند.
- الإصدار  هو مصطلح اخر للسند.
- الاتفاقية في بعض الحالات، هو العقد الذي ينص على جميع شروط السند.

## المستثمرون
إن المستثمرون في الاوراق المالية ذات الدخل الثابت عادةً ما يبحثون عن عائد ثابت وآمن من استثماراتهم. على سبيل المثال الشخص المتقاعد ربما يحبذ استلام دفعات منتظمة يمكنه الاعتماد عليها ليعيش كارباح أو عوائد ولكنه لن يستهلك اصل مبلغ الاستثمار. هؤلاء المستثمرين يمكنهم ان يشتروا سند بأموالهم ويستخدمون الكوبون (الفائدة من السند) كدفعات منتظمة يمكنهم الاعتماد عليها وعندما يستحق السند أو يعاد تمويله فان على المقترض ان يسدد اصل مبلغ السند للمقرضين. المقرضون الرئيسيون في الاوراق المالية ذات الدخل الثابت هم مستثمرون على شكل مؤسسات على سبيل المثال خطط المتقاعدين وصندوق الاستثمار وشركات التأمين واشكال أخرى.

## سندات مرتبطة بالتضخم
يوجد أيضا سندات تعتمد على معدل التضخم (أو تربط بمؤشر تضخم) واوراق مالية ذات دخل ثابت ترتبط ب مؤشر أسعار محدد. وأكثر الامثلة شيوعاً هي الخزانة الأمريكية المحمية من التضخم وايضا سندات حكومة المملكة المتحدة المدعومة بالذهب. إن الفائدة وسداد أساس السند أو اصل مبلغ السند يتم تسويته بما يتماشى مع مؤشر سعر المستهلك (ففي الولايات المتحدة الأمريكية ان هذا المؤشر يكون للمستهلكين المدنيين) هذا يعني أن هذه السندات مكفولة من اجل التفوق على معدل التضخم (مالم 1- تزداد اسعار السوق بحيث يكون الدخل الحقيقي سلبي كما في حالة 2012 في الكثير من سندات الممكلة المتحدة أو 2- اهمال الحكومة أو مصدرون أخرون للسند). سوف يسمح هذا لكافة أنواع المستثمرين من الحفاظ على القوة الشرائية لأموالهم من خلال هذه السندات وذلك حتى في اوقات التضخم المرتفع. على سبيل المثال، بافتراض ان معدل التضخم هو 3.88% خلال عام واحد (متوسط معدل التضخم فقط خلال 56 عام وذلك حتى 2006) وإن معدل الدخل الحقيقي هو 2.61% (الدخل الحقيقي الثابت لسندات الخزانة الأمريكية في 19 اوكتوبر من العام 2006 لمدة 5 أعوام) إن رأس المال المعدل من خلال الدخل الثابت يمكن ان يزداد من 100 حتى 103.88 وثم الدخل الحقيقي يمكن أن ينطبق على رأس المال المعدل بمعنى ان 103.88 مضروبة ب 1.0261 والتي تساوي 106.5913 والتي تعطي عائد 6.5913% من سندات الخزانة الأمريكية المحمية من التضخم بحيث تفوق باعتدال سندات الخزانة الأمريكية العادية والتي يكون معدل عائدها فقط 5.05% ل عام واحد من فاتورة في 19 اوكتوبر عام 2006.

## المشتقات المالية
مشتقات الدخل الثابت تتضمن مشتقات معدل الفائدة ومشتقات الائتمان. وفي غالب الاحيان إن مشتقات التضخم يتم تضمينها في تعريف المشتقات المالية. ويوجد مجموعة واسعة من المشتقات المالية مثل: عقود الخيارات وعقود المبادلة والعقود المستقبلية وايضا العقود الآجلة والأكثر انتشارا هي:
- عقود مبادلة ائتمانية.
- عقود مبادلة معدل الفائدة.
- عقود مبادلة معدل التضخم.
- سندات مستقبلية خلال سنتين أو 10 أو 30 سنة (السندات الحكومية).
- عقود مستقبلية لمعدل الفائدة خلال 90 يوم تتم بين البنوك.
- اتفاقيات معدل اجل.

## المخاطر
تشمل الأوراق المالية ذات الدخل الثابت على مخاطر قد تتضمن، على سبيل المثال لا الحصر، ما يلي، العديد من هذه المخاطر اما مترادفة أو متعارضة أو ذات صلة:
- مخاطر التضخم:- هي انخفاض القوة الشرائية للمدفوعات الرئيسية ومدفوعات الفائدة خلال فترة الائتمان.
- مخاطر أسعار الفائدة - أن أسعار الفائدة الإجمالية تتغير في المستويات المتاحة عند بيع الائتمان مما يتسبب في تكلفة الفرصة البديلة.
- مخاطر العملة - تتغير أسعار الصرف مع العملات الأخرى خلال فترة الضمان، مما يتسبب في انخفاض القوة الشرائية في البلدان الأخرى.
- مخاطر التخلف عن السداد - لا يكون المصدر قادراً على سداد مدفوعات الفائدة المحددة أو سداد أصل الدين بسبب المصاعب المالية أو غير ذلك.
- خطر إعادة الاستثمار – أن المشتري لن يكون قادراً على شراء ائتمان آخر ذو دخل مماثل عند انتهاء الائتمان الحالي.
- مخاطر السيولة - أن المشتري سيتطلب الأموال الأساسية لغرض آخر في غضون مهلة قصيرة قبل انتهاء صلاحية الائتمان، وأن يكون غير قادر على تبادل التأمين النقدي في الفترة الزمنية المطلوبة دون خسارة القيمة العادلة.
- مخاطر المدة.
- خطر التحدب.
- مخاطر جودة الائتمان
- المخاطر السياسية - أن الإجراءات الحكومية ستجعل المالك يخسر فوائد الأمن.
- مخاطر التكيف الضريبي.
- مخاطر السوق - مخاطر التقلبات التي تحدث ضمن مستوى السوق والتي تؤثر على قيمة الائتمان.
- خطر الحدث - خطر ما تسببه العوامل الخارجية للمالك من فقدان فوائد الأمن.

عدل المصدر أكا ة التحميل قالب لصق ألا ميره ايه ادارة عما ل ميا 
الاسهم الحسابات